# Cmentarz żydowski w Miejscu
Cmentarz żydowski w Miejscu – został założony w 1787. Ma powierzchnię 0,07 ha. Doznał zniszczeń w trakcie działań wojennych w 1945 roku oraz w okresie PRL. Do naszych czasów zachowało się kilkadziesiąt nagrobków.
Cmentarz wpisany jest do rejestru zabytków województwa opolskiego (decyzja nr 239/90 z 5.02.1990).

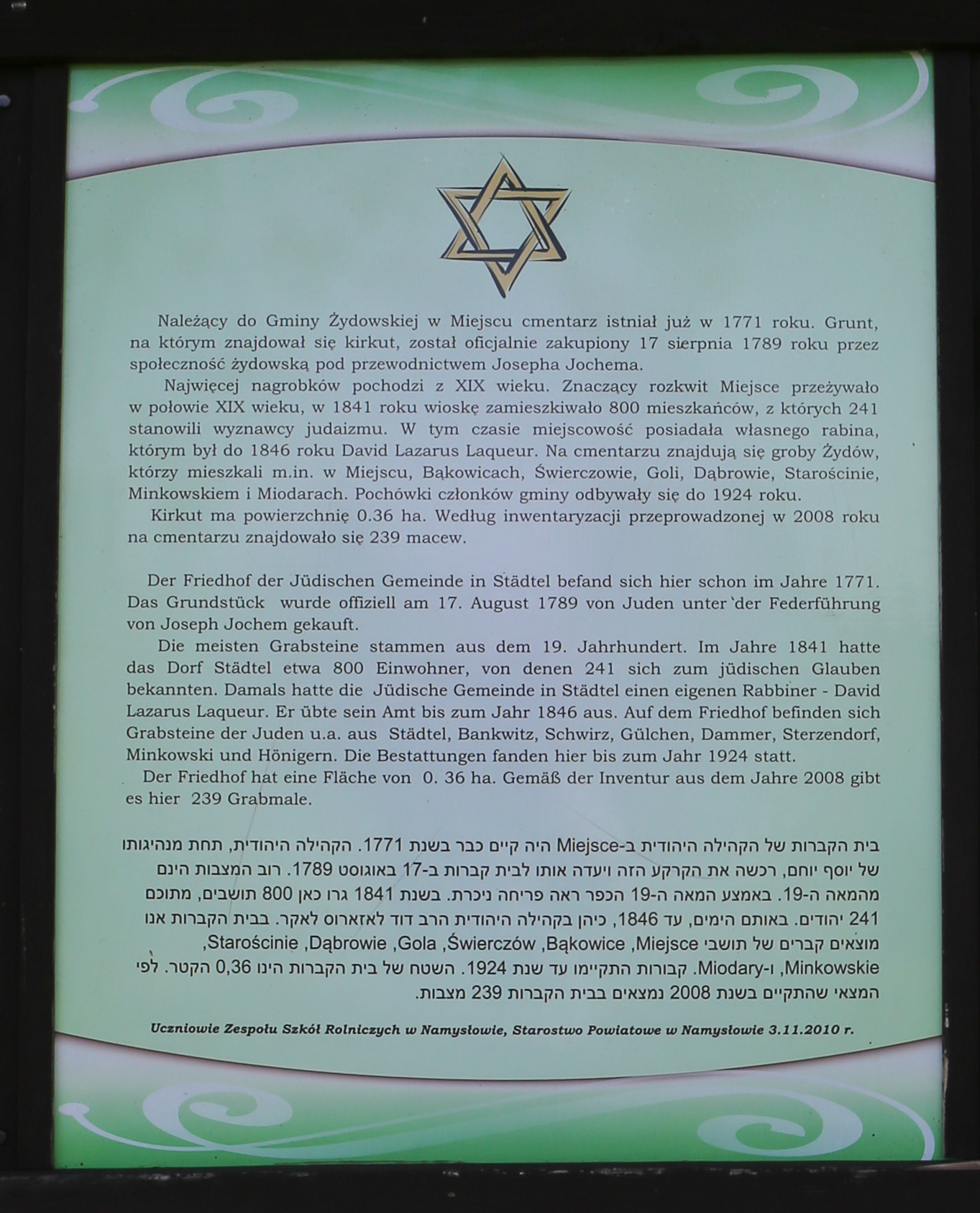